# Reiner Schwarz (Politiker)

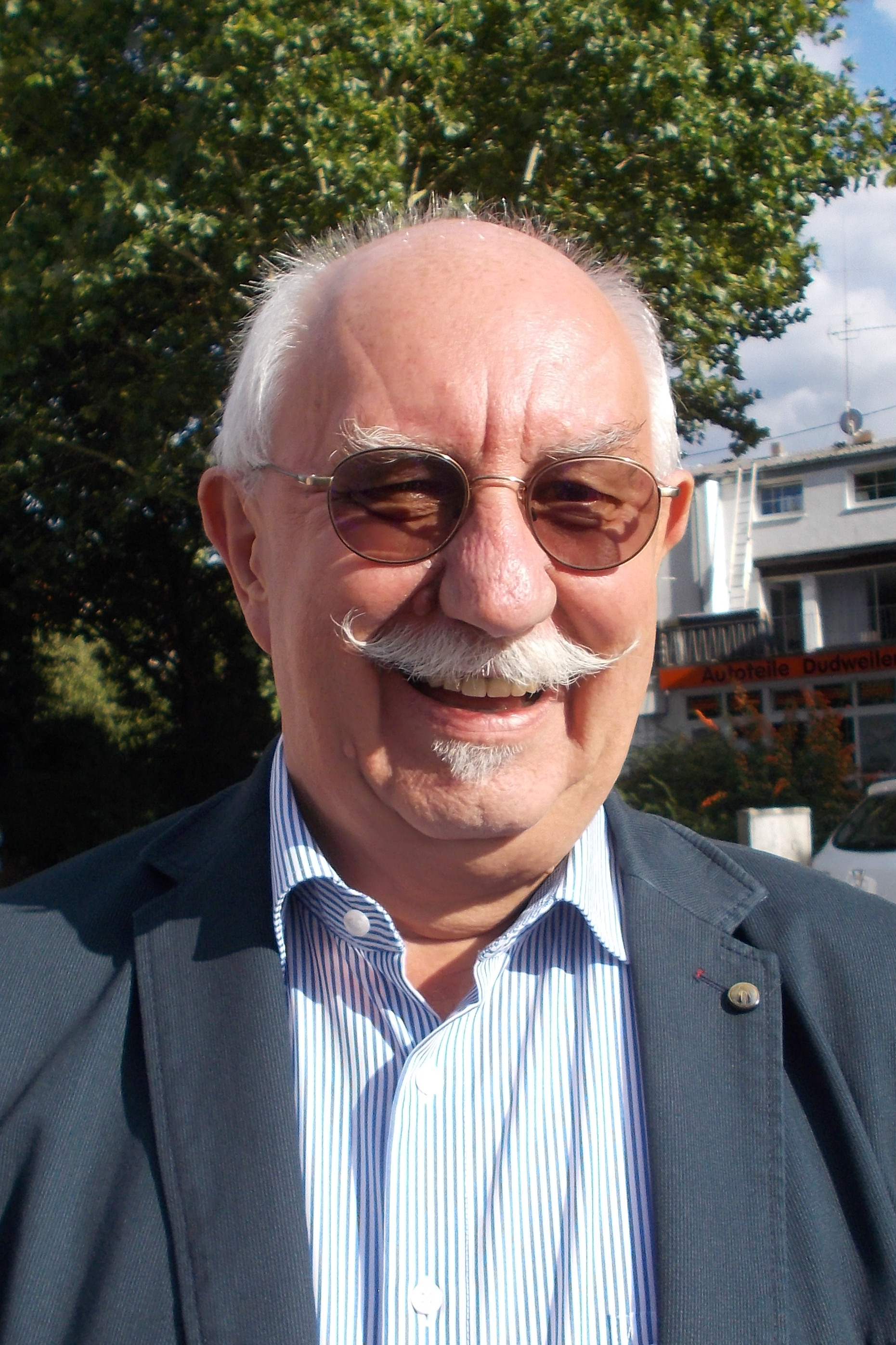
Reiner Schwarz

Reiner Schwarz (* 22. November 1949 in Dudweiler-Herrensohr) ist ein deutscher Bezirksbürgermeister, Feuerwehrmann und Politiker (SPD).

## Ausbildung und Beruf
Reiner Schwarz absolvierte nach der Schulzeit von 1965 bis 1968 eine kaufmännische Ausbildung. Danach war er zwei Jahre als kaufmännischer Angestellter tätig. Er begann am 1. Oktober 1970 als Verwaltungsangestellter beim Bauamt der Stadt Dudweiler. Von 1972 bis 1974 (1. Verwaltungslehrgang) und von 1975 bis 1977 (2. Verwaltungslehrgang) besuchte er die Saarländische Verwaltungsschule in Saarbrücken. Nach der Eingemeindung der Stadt Dudweiler in die Landeshauptstadt Saarbrücken wechselte er 1976 in die Sozialabteilung der Bezirksverwaltung Dudweiler. 1980 wurde er nach einer Prüfung vor dem Landespersonalausschuss des Saarlandes in den gehobenen Verwaltungsdienst übernommen und zum Stadtinspektor zur Anstellung ernannt. 1983 erfolgte die Beförderung zum Stadtoberinspektor. 1987 übernahm er die Fachbereichsleitung des Fachbereichs Soziale Dienste. 1989 wurde er zum Stadtamtmann, 1993 zum Stadtamtsrat und 2002 zum Stadtoberamtsrat befördert. Von 2006 bis zur Versetzung in den Ruhestand 2014 war er Leiter des Fachbereichs Zentrale Dienste bei der Bezirksverwaltung Dudweiler.

## Politische Tätigkeiten
1989 wurde Reiner Schwarz Mitglied in der SPD im Ortsverein Dudweiler. Nach der Versetzung in den Ruhestand wurde er bei den Kommunalwahlen 2014 in den Bezirksrat Dudweiler der Landeshauptstadt Saarbrücken gewählt. In seiner konstituierenden Sitzung wählte ihn der Bezirksrat für fünf Jahre zum Bezirksbürgermeister des Stadtbezirks Dudweiler. Obwohl dies ein Ehrenamt ist, war er fast täglich im Rathaus Dudweiler, um vor Ort Ansprechpartner für die Bevölkerung zu sein. Bei den Kommunalwahlen 2019 wurde er in den Stadtrat Saarbrücken gewählt. Dort ist er Sprecher der SPD-Fraktion für die Fachbereiche Gebäudemanagementbetrieb (GMS) und öffentliche Einrichtungen, Sicherheit und Ordnung der Landeshauptstadt, sowie Ansprechpartner für die Stadtteile Dudweiler und Herrensohr.

## Persönliches
Reiner Schwarz ist verheiratet und hat eine Tochter. Er ist in Herrensohr aufgewachsen und wohnt noch immer dort.

## Ehrenamtliche Tätigkeiten
Schwarz war von 1992 bis 1996 Jugendschöffe am Amtsgericht Saarbrücken. Weiterhin war er in der Zeit von 2005 bis 2008 und von 2014 bis 2018 Schöffe am Landgericht Saarbrücken.

## Feuerwehrtätigkeit
Reiner Schwarz trat am 24. April 1967 in die Freiwillige Feuerwehr Dudweiler ein. Im Laufe der Jahre wurde er immer wieder befördert, bis hin zum Hauptbrandmeister. Er war Jugendfeuerwehrwart, Schriftführer, stellvertretender Löschbezirksführer, Löschbezirksführer, Mitarbeiter des Brandinspekteurs, Angehöriger des Katastrophenschutzstabes in verschiedenen Funktionen. Von 1991 bis 1997 war er Lehrkraft an der Landesfeuerwehrschule des Saarlandes im Fachbereich Brandschutzgesetzgebung. Von 1999 bis 2012 war er Leiter der Kreisfeuerwehrschule des Stadtverbandes Saarbrücken. Im gleichen Zeitraum begleitete er das Amt des Kreisbrandinspekteurs im Stadtverband Saarbrücken. Im Jahre 2001 wurde er auch stellvertretender Landesbrandinspekteur und Fachberater im Katastrophenschutzstab der Landeshauptstadt Saarbrücken. Diese Funktionen führte er bis Jahre 2012 aus. Nach seiner aktiven Zeit wurde er zum Ehrenbrandinspekteur ernannt. 2014 zu seinem 65. Geburtstag erfolgte seine Verabschiedung aus dem aktiven Feuerwehrdienst. Seit dieser Zeit gehört er der Altersabteilung an. Am 3. Januar 2020 überraschten über 300 Feuerwehrangehörige aus dem gesamten Regionalverband Saarbrücken Reiner Schwarz mit einem Ehrenspalier vor dem Feuerwehrhaus in Saarbrücken-Dudweiler, um ihm für sein jahrzehntelanges Engagement im Bereich der Feuerwehr zu danken und ihm nachträglich zu seinem 70. Geburtstag zu gratulieren.

## Ehrungen
Im Laufe seiner langen Feuerwehrlaufbahn erhielt er folgende Ehrungen:
- 1989: Membre d`Honneur La Fédération Nationale des Sapeurs-Pompiers
- 1989: Deutsches Feuerwehr-Ehrenkreuz in Silber
- 1992: Silbernes Feuerwehr-Ehrenzeichen am Bande – Saarland
- 1999: Deutsches Feuerwehr-Ehrenkreuz in Gold
- 2002: Goldenes Feuerwehr-Ehrenkreuz am Bande – Saarland
- 2002: Ehrennadel der Deutschen Jugendfeuerwehr in Silber
- 2007: Abzeichen für 40-jährige Mitgliedschaft in der Feuerwehr – Landesfeuerwehrverband Saarland
- 2007: Ehrennadel der Deutschen Jugendfeuerwehr in Gold
- 2009: Ehrenkreuz in Silber am Bande – Nassauischer Feuerwehrverband Wiesbaden
- 2010: Silberne Ehrenzeichen am Bande – Saarländischer Katastrophenschutz
- 2012: Goldenes Feuerwehr-Ehrenzeichen als Steckkreuz – Saarland
- 2013: Ehrenplakette der Bundesanstalt Technisches Hilfswerk
- 2017: Abzeichen für 50-jährige Mitgliedschaft in der Feuerwehr – Landesfeuerwehrverband Saarland
- 2019: Ehrenzeichen in Silber am Bande – Kreisfeuerwehrverband Frankfurt am Main

### Verleihung des Bundesverdienstkreuzes
Für sein herausragendes ehrenamtliches Engagement, insbesondere bei der Feuerwehr, bekam Reiner Schwarz am 28. Januar 2020 das Bundesverdienstkreuz am Bande verliehen. Innenstaatssekretär Christian Seel sagte bei der Verleihung: „Bei Betrachtung der Vielzahl an Aktivitäten von Reiner Schwarz ist es folglich mehr als nachvollziehbar, dass dieses jahrzehntelange Engagement zu würdigen ist. Die heutige Auszeichnung dient dazu, den Blick auf die Verdienste und das Engagement der Menschen zu lenken, die für unser Gemeinwesen von größter Bedeutung sind“.

## Belege
- Reiner Schwarz bleibt Brandinspekteur. Saarbrücker Zeitung vom 11. Februar 2009, abgerufen am 15. Oktober 2020.
- Reiner Schwarz macht klar das Rennen. Saarbrücker Zeitung vom 18. Juli 2014, abgerufen am 15. Oktober 2020.
- Reiner Schwarz ist neuer Dudweiler Bürgermeister. Dudweiler-Blog vom 18. Juli 2014, abgerufen am 15. Oktober 2020
- Reiner Schwarz aus Saarbrücken erhält das Bundesverdienstkreuz am Bande. Saarländisches Ministerium für Inneres, Bauen und Sport, abgerufen am 15. Oktober 2020
- Ehrenspalier für Reiner Schwarz zum 70. Geburtstag. Feuerwehr Saarbrücken Löschbezirk Dudweiler vom 3. Januar 2020, abgerufen am 15. Oktober 2020

| Personendaten    | Personendaten             |
| ---------------- | ------------------------- |
| NAME             | Schwarz, Reiner           |
| KURZBESCHREIBUNG | deutscher Politiker (SPD) |
| GEBURTSDATUM     | 22. November 1949         |
| GEBURTSORT       | Dudweiler-Herrensohr      |